# 假名垣鲁文
假名垣鲁文（日语：／ Kanagaki Robun，1829年—1894年）本名野崎文藏（野崎 文蔵），生于日本江戶京桥枪屋町，横跨德川幕府到明治时代，为日本文明开化时期著名小说家。

## 简介
19岁的假名垣鲁文遭遇算命先生告诉他，如果他从事小说创作，一定能够发达。听从了算命先生的建议，他拜了“戏作”作者花笠文京做师尊，并和师尊一同见过当时文学界权威领袖泷泽马琴。
1870年，42岁的假名垣鲁文已经穷得无法生存，于是他开始琢磨挣钱的方法。 他仔细研读了福泽谕吉、式亭三马、十返舍一九的作品，发起了新式“戏作”文学运动。 其著作《安愚乐锅》成为当时的畅销书，不久帮他奠定了在日本文坛的历史地位，而且为他摆脱了经济困境。

## 作品
- 《西洋道中膝栗毛》
- 《安愚乐锅》[註 1]

## 文学风格
其作品刻画了明治维新之后的日本众生浮世像，具有讽刺和挖苦的意味，作品中呼唤摈弃旧时代旧社会的一切物质，介绍新事物和新思想的益处，彰显了明治维新时期的鲜明的时代烙印。

## 脚注
1. ↑  《安愚乐锅》又名做：《奴论建》，荷兰语“醉酒之态”的意思。“安愚乐”在日文中是盘腿而坐的意思，“安愚乐锅”则是盘腿坐着吃火锅的意思。[1]